# Wang Xianliang
Wang Xianliang (chiń. 王献良; pinyin Wáng Xiànliáng; ur. 1957 w Jianli, zm. 26 stycznia 2020) – chiński polityk i urzędnik państwowy, który pełnił funkcję szefa biura Wuhan Ethnic i Komisji Spraw Religijnych. 

## Biografia
Wang Xianliang urodził się w Jianli w prowincji Hubei. Studiował w Hubei Shayang Normal School i Wuhan Teachers College w 1976 roku. Po ukończeniu studiów pracował w Shayang Normal School i Jingzhou Districk Education Bureau. Został przeniesiony do Hubei Education College w 1988 roku i kolejno pełnił funkcję zastępcy dyrektora i dyrektora Dziekanatu. W 1999 pełnił funkcję zastępcy dyrektora Biura Spraw Obywatelskich w Wuhan. 
29 lutego 2012 na posiedzeniu Stałego Komitetu XIII Kongresu Ludowego miasta Wuhan głosowano nad zatwierdzeniem nowej tury mianowania i odwoływania personelu, w której Wang Xianliang został mianowany dyrektorem Komisji ds. etnicznych i religijnych Wuhan. Wang od kwietnia 2017 roku zaczął relacjonować w mediach jako lider komitetu patriarchalnego klanu obywateli Wuhan.
Po kwietniu 2017 nie pełnił już funkcji dyrektora, ale nadal zachował status kierowniczy w Miejskim Biurze Spraw Etnicznych i Religijnych Wuhan.
Wang zmarł na COVID-19 26 stycznia 2020 roku w wieku 62 lat. Chiński dziennik Caixin poinformował, że jest pierwszym urzędnikiem państwowym, który zmarł na skutek infekcji. 